# یوری الیک
یوری الیک (استونیایی: Jüri Allik؛ زادهٔ ۳ مارس ۱۹۴۹) روان‌شناس اهل استونی است.